# Großpostwitz
Großpostwitz (em alto sorábio: Budestecy) é um município da Alemanha localizado no distrito de Bautzen, região administrativa de Dresden, estado da Saxônia.
Pertence ao Verwaltungsgemeinschaft de Großpostwitz-Obergurig.